# Битва под Жванцем
Битва под Жванцем — осада запорожскими казаками во главе с Богданом Хмельницким города Жванца, в котором укрепились войска Речи Посполитой. Длилась с сентября по декабрь 1653 года и была последним крупным событием восстания Хмельницкого перед тем, как оно переросло в русско-польскую войну 1654—1667.

## Предыстория
В начале 1653 года польские войска совершили несколько нападений на территории Гетманщины, доходя до Чернобыля, Паволоча и Брацлава. В марте 1653 года 8-тысячное войско во главе со Стефаном Чарнецким и Себастьяном Маховским захватило восточные районы Брацлавщины, однако в бою под Монастырищем Иван Богун сумел остановить поляков. Одновременно Тимофей Хмельницкий во главе казацкого отряда предпринял поход в Молдавию и оказался осаждённым в городе Сучава. Богдан Хмельницкий и крымский хан, объединив свои силы, двинулись в направлении Каменца-Подольского. Здесь гетман получил известие о смерти своего старшего сына, на которого возлагал большие надежды.
Польский король разместил своё войско под Каменцем в окопах и ожидал известия о падении Сучавы, после которого намеревался соединиться со своими союзниками валахами и венграми. Из Каменца он двинулся в Бар. Получив известие о соединении хана с Хмельницким, король созвал военный совет, на котором было решено отступить в район Жванца, стать там обозом и дождаться подхода венгерских и валашских войск. 28 марта под городом и замком, между реками Днестр и Жванчик, польская армия образовала лагерь, укреплённый рвами и валами. Через Днестр был сооружён мост для получения продовольствия из Буковины. Численность королевского войска достигала 50 тысяч человек. Тем временем под Сучавой после двухмесячной осады было заключено перемирие. Крупные потери и развеяние иллюзий у валашских и венгерских воевод привели к тому, что в распоряжение Яна Казимира было выслано лишь 3 тысячи воинов.

## Осада
Учитывая сложное положение польского войска (острая нехватка продовольствия и фуража, наступление холодов, дезертирства), а также ненадёжность своего союзника крымского хана, Богдан Хмельницкий решил отказаться от генеральной битвы и вместо этого окружить врага и принудить к капитуляции. Армия Хмельницкого насчитывала 30—40 тысяч человек. На конец октября казацкие и татарские соединения блокировали польское войско под Жванцем. Были заняты окрестные подольские городки. В окрестностях были разбиты отдельные польские отряды. Казацкие отряды вторгались глубоко в Галицию и на Волынь. Осада продолжалась более двух месяцев. В польском лагере начался голод, вспыхнули эпидемии.

## Измена крымского хана
В свете безвыходного положения Яна Казимира хан Ислам-Гирей решил не допустить его полного разгрома. Одновременно пришли вести о решении Земского собора о взятии Войска Запорожского под защиту Русского царства и готовности начать войну против Речи Посполитой. При таких обстоятельствах Речь Посполитая и Крым почувствовали необходимость примирения перед лицом русской угрозы. Долгая череда двусторонних переговоров в конце ноября — начале декабря закончилась подписанием договора, по которому отменялся Белоцерковский договор и восстанавливалось действие Зборовского мира. Польский король обязывался выплатить крымскому хану контрибуцию в 100 тысяч золотых и на основе секретного договора позволил на протяжении 40 дней грабить и угонять в качестве ясыря русское население на Волыни. После этого войска разошлись. Хмельницкий, в очередной раз после Берестецкой битвы преданный своим крымским союзником, отправился в Переяслав, где 8 января 1654 года была проведена Переяславская рада.